# 安德鲁·卡内基
安德鲁·卡内基（英語：Andrew Carnegie，1835年11月25日—1919年8月11日），美国慈善家、企业家。20世纪初的世界钢铁大王。

## 生平

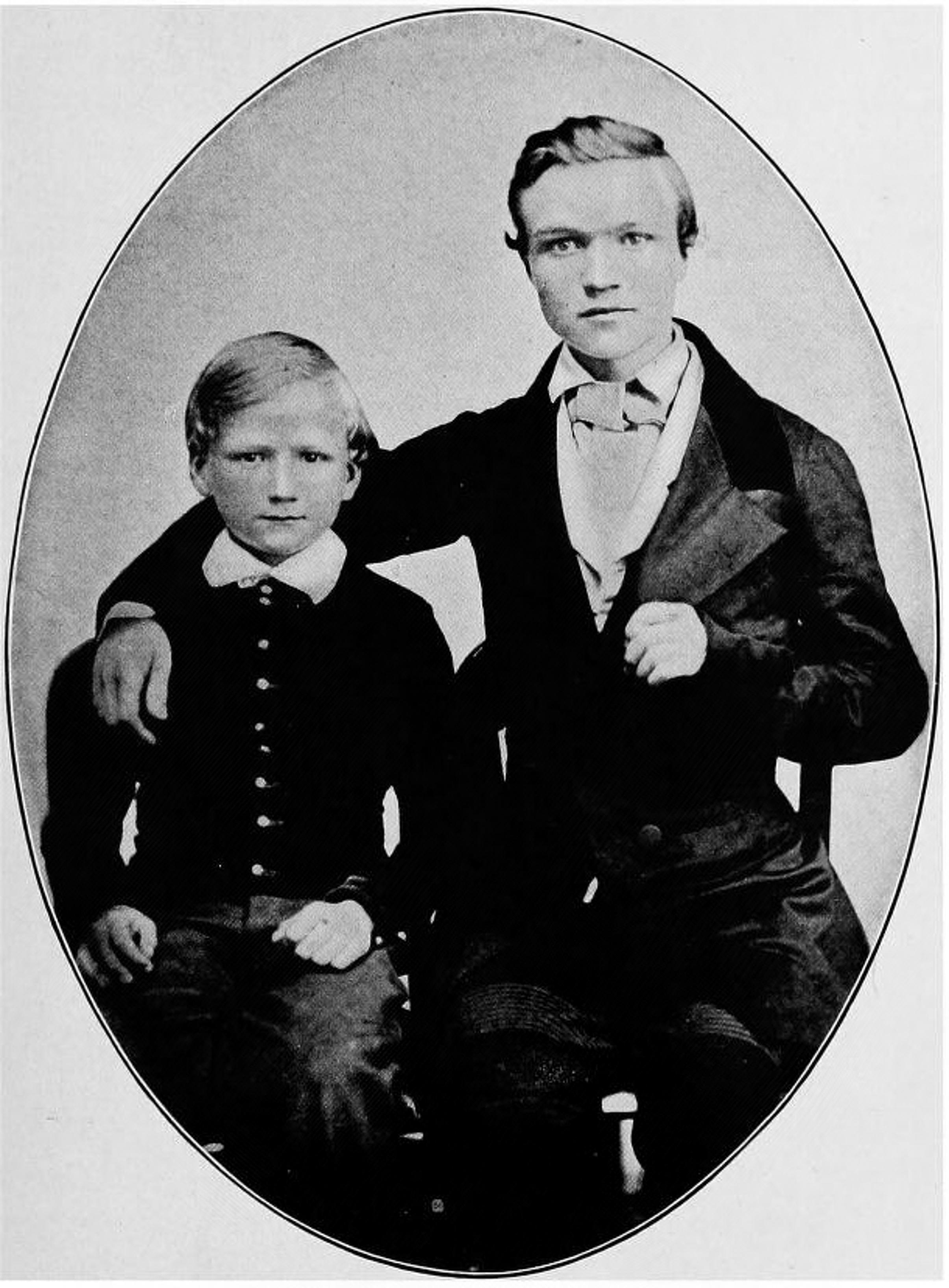
摄于1851年，16岁的卡内基和8岁的弟弟托马斯·卡内基。

生于苏格兰，父親是紡織工人。12歲時因生活太過艱難，随家人移居美国宾夕法尼亚州阿勒格尼。卡内基13歲時在紡織廠里當童工，一星期賺1.2美元；十六歲時是一名电报传递员，每周工資2.5美元。平時閒暇時，卡內基喜歡閱讀，這個習慣主要歸功於榮民詹姆斯·安德森（James Anderson）上校的啟發。美国内战前，他和一款卧铺车的发明者伍德罗敷（Woodruff）结成了合伙经营关系，投資獲得了巨大成功，卡内基和伍德羅敷分得可觀的利潤，成為日後卡内基通過投資進一步增加財富的基礎。1881年，卡内基与弟弟汤姆一起成立卡内基兄弟公司，其钢铁产量占美国的1/37。并在同年结识了另一位实业家亨利·克雷·弗里克（Henry Clay Frick），两人结为商业合作伙伴。1886年10月，汤姆去世，享年43岁，幾天後，卡内基的母亲也因肺炎離世。1889年，卡内基的主要助手琼斯厂长因为職場意外而死亡，安德鲁·卡内基接連遭受沉重的打击。1892年，公司改名為卡内基钢铁公司。
1892年，在賓夕法尼亞州荷姆斯特，安德魯·卡内基打算降低工資，引發工人罷工。卡內基的助手福里克采取了极端的措施，用一道带铁丝网的栅栏挡住了工人们进入工厂的去路，7月1日，他关闭了在移民区的工厂。而最後則是州長出動了8000名民兵用槍鎮壓了這次工運，造成幾十人傷亡，工会领导人乔治·迪波特被捕，被指控犯有谋杀罪；當時卡内基在苏格兰度假而得以置身事外。罷工起因是安德魯·卡内基藉由工會的力量逼迫競爭對手給予工人一樣的工資，來提高競爭對手的成本，等到競爭對手紛紛倒台後，工會反而成為了沉重的負擔。1900年他在《财富的福音》一书中宣布：“我不再努力挣更多的财富”。卡内基在商业人生上相信社会达尔文主义，在“财富的福音”演讲中大谈财富是社会文明的根本，竞争决定了只有少数人才能成为富人，而大多数人（穷人）只能依附于富人而生活。但他又加一条宣称富人有责任用他们手里的钱来让整个社会受益。
28歲時，他用全部資産設立凱斯通橋梁工程公司（Keystone Bridge Works），致力于鋼鐵生産行業，成為美國的鋼鐵業大王。平爐煉鋼法剛發明時，卡内基就花費數百萬美元在荷姆斯泰德新建廠房，添設新設備，多生產60%的鋼。此後他還收購了一家石油公司、一條鐵路，并購買了大量的汽船。到了1880年代末，卡内基鋼鐵已成為全世界最大的生鐵和焦碳制造者，每天大约能生産2000噸生鐵。1888年卡内基收購了競争對手Homestead Steel Works；1901年，他以4.8億美元的價格賣掉了卡内基鋼鐵公司，當時卡内基鋼鐵公司生産的鋼鐵已經占全美鋼鐵銷售總量的25％。在事業高峰期時，卡内基是世界第二富豪，今天他更被視人類近代歷史上第二富，僅次于與他同時代的洛克菲勒。

## 慈善事業
卡内基本人是一名慈善家，1911年，卡内基以1.5億美元創立“紐約卡内基基金會”，奠定了現代慈善事業的基礎。卡内基在事業有成之後，仍記得當年在匹茲堡工作時，每週六下午熱切等待利用圖書館的心情，以及圖書館藏書帶給他的快樂與滿足。1881年他捐贈了第一座圖書館，之後的16年內，他一共捐资1200萬美元，兴办图书馆近三千間，其他國家——如加拿大、英國、澳大利亞、新西蘭等——也都有他捐建的圖書館。卡内基說道：「當你為社區興建圖書館，就像為一個沙漠引進一條水流不竭的溪流」。他购买大量土地用做国家公园，他又在匹兹堡创办了卡內基技術學校。卡内基的工人對他散盡家財的義舉並不歡迎，因為他們每天2美元50美分的工資，沒有福利，沒有退休金，只有每周7天、每天12小时的工作。
1919年去世前，卡内基一共捐出3億5069萬5653美元。卡内基認為財富不應當傳給自己的后代，臨終前立下遺言，要把剩余的3000萬美元全部捐出。他有一句名言：“一個人死的時候如果擁有巨額財富，那就是一種恥辱。”卡内基的慈善行为引得同时代的富人纷纷效仿，并且这个惯例一直延续到现在。